# Suwak królewski
Suwak królewski (Meriones rex) – gatunek ssaka z podrodziny myszoskoczków (Gerbillinae) w obrębie rodziny myszowatych (Muridae), występujący na Bliskim Wschodzie.

## Zasięg występowania
Suwak królewski występuje na wyżynach w południowo-zachodniej części Półwyspu Arabskiego (Arabia Saudyjska i Jemen).

## Taksonomia
Gatunek po raz pierwszy zgodnie z zasadami nazewnictwa binominalnego opisali w 1895 roku brytyjscy zoolodzy John William Yerbury i Oldfield Thomas nadając mu nazwę Meriones rex. Holotyp pochodził z Lahidż, niedaleko Adenu, w Jemenie. 
We wcześniejszych ujęciach systematycznych uważano, że arabski endemit M. rex należy do podrodzaju Parameriones — opinia ta nie jest podziela przez większość autorów. Badania molekularne różnych gatunków Meriones wykazały, że M. rex jest gatunkiem siostrzanym M. crassus i jest ważnym gatunkiem. Autorzy Illustrated Checklist of the Mammals of the World uznają ten takson za gatunek monotypowy.

### Etymologia
- Meriones: gr. μηρος mēros „biodro, udo”[11]; natomiast Ephraim Nissan uważa, że nazwa pochodzi od Merionesa (gr. Μηριoνης Meriones), kreteńskiego wojownika z mitologii greckiej[12].
- rex: łac. rex, regis „król”, od regere „rządzić”[13].

## Morfologia
Długość ciała (bez ogona) 133–172 mm, długość ogona 105–196 mm, długość ucha 15–23,5 mm, długość tylnej stopy 31–42 mm; brak danych dotyczących masy ciała. 

## Biologia
Suwak królewskie w Arabii Saudyjskiej jest spotykany od 1350 do 2200 m n.p.m. Mieszka w dużych norach ukrytych wśród krzewów, preferuje obszary sąsiadujące z polami uprawnymi, ale jest spotykany w różnych środowiskach. Jest aktywny wieczorem i wczesnym rankiem. Nory suwaków królewskich zamieszkują także inne gryzonie i jaszczurki.

## Populacja
Gatunek ten jest pospolity w górach Jemenu. Trend zmian liczebności nie jest znany, ale gatunek ten zamieszkuje duży obszar, potrafi się adaptować do zmian środowiska i nie są znane zagrożenia dla jego istnienia. Jest klasyfikowany jako gatunek najmniejszej troski.
Suwak królewski powoduje szkody w uprawach, może być także rezerwuarem chorób groźnych dla ludzi.